# مت کلارک (هنرپیشه)
مت کلارک (انگلیسی: Matt Clark؛ زادهٔ ۲۵ نوامبر ۱۹۳۶) بازیگر اهل ایالات متحده آمریکا است.
از فیلم‌هایی که وی در آن‌ها نقش داشته است، می‌توان به ماچو کالاهان، بازآیند، نصیحت مفید، رعد و برق سفید و پنج آس اشاره نمود.